# EPTV Campinas
EPTV Campinas é uma emissora de televisão brasileira sediada em Campinas, no estado de São Paulo. Opera no canal 12 (25 UHF digital) e é afiliada à TV Globo. É a cabeça de rede da EPTV, um complexo de emissoras que também controla as filiais de Ribeirão Preto e de São Carlos, além da filial mineira de Varginha, fundadas por José Bonifácio Coutinho Nogueira. A emissora também mantém em Piracicaba uma sucursal avançada com estúdio para entrevistas, redação e departamento comercial.

## História
A então TV Campinas foi inaugurada no dia 1 de outubro de 1979 pelo político José Bonifácio Coutinho Nogueira, sendo a primeira emissora da EPTV, posteriormente chegando às regiões de Ribeirão Preto, Sul de Minas e São Carlos. Na época era transmitido o noticiário local do Jornal Regional (JR) sob os nomes de Jornal Hoje (a 1ª edição regional era um bloco da edição nacional) e Jornal das Sete (a 2ª edição).
Em 24 de dezembro de 1986, durante a cobertura do incêndio ocorrido no Supermercado Eldorado em Campinas, o operador de VT da TV Campinas, Ronaldo Gomes, morreu soterrado após o desabamento de parte de uma parede lateral do prédio, sendo que seu corpo só foi achado três dias depois no meio dos escombros. O repórter cinematográfico da emissora, Renato Isidoro, também se feriu no desabamento, e foi levado para o hospital, onde foi constatado traumatismo craniano. Ele ficou em coma por 15 dias, e parte da sua face teve de ser reconstruída através de cirurgia plástica.
A EPTV Campinas tem um longo histórico de investimentos na qualidade do sinal. Desde junho de 2007, a emissora já produzia o conteúdo do programa Terra da Gente em alta definição. Na introdução da televisão digital no Brasil, em dezembro de 2007, a EPTV marcou seu lugar gravando as imagens em alta definição para o primeiro Globo Repórter da televisão digital com imagens gravadas em Queensland e na Grande Barreira de Corais, na Austrália. No ano seguinte, gravou também em alta definição a série Combate da Venda Grande, um episódio acontecido em Campinas durante a Revolução Liberal de 1842.

## Sinal digital
| Canal virtual | Canal digital | Resolução de tela | Programação                                    |
| ------------- | ------------- | ----------------- | ---------------------------------------------- |
| 12.1          | 25 UHF        | 1080i             | Programação principal da EPTV Campinas / Globo |

Em 22 de outubro de 2008, a emissora campineira da EPTV iniciou a transmissão experimental do sinal digital no canal 42 UHF. A transmissão definitiva começou em 3 de dezembro. Com isso, a EPTV foi a primeira afiliada de interior da Rede Globo a iniciar as transmissões digitais fora das capitais. Sua cobertura com antena externa UHF inicialmente esteve limitada aos municípios mais próximos de Campinas, que recebem o sinal analógico da emissora no canal 12 VHF. A partir de 21 de setembro de 2009, a EPTV Campinas passou a apresentar todos os seus programas em alta definição.
Transição para o sinal digital
Com base no decreto federal de transição das emissoras de TV brasileiras do sinal analógico para o digital, a EPTV Campinas, bem como as outras emissoras de Campinas, cessou suas transmissões pelo canal 12 VHF no dia 17 de janeiro de 2018, seguindo o cronograma oficial da ANATEL. O switch-off ocorreu às 23h59, durante um boletim ao vivo feito do controle-mestre da emissora. Com o desligamento, a EPTV Campinas mudou seu canal físico, do 42 para o 25 UHF.

## Prêmios
Prêmio Vladimir Herzog
| Ano  | Categoria        | Obra                                                         | Autor                                                                                                | Resultado | Ref.   |
| ---- | ---------------- | ------------------------------------------------------------ | --- | --------- | ------ |
| 2009 | Reportagem de TV | Série de reportagens "Moradores de Rua" (13/07 a 18/07/2009) | Sandra Aparecida Granzotti e equipe: Erlin Schmidt, Ivone Moreira da Silva e Claudionor José Pecoari | Venceu    | [ 11 ] |